# Филяєвська
Филяєвська (рос. Филяевская) — присілок в Вельському районі Архангельської області Російської Федерації.
Населення становить 145 осіб. Входить до складу муніципального утворення Муравйовське муніципальне утворення.

## Історія
Від 1937 року належить до Архангельської області.
Від 2004 року належить до муніципального утворення Муравйовське муніципальне утворення.

## Населення
| 2002 | 2010 | 2012 | 2014 |
| ---- | ---- | ---- | ---- |
| 87   | ↗134 | ↘125 | ↗145 |